# هندسه جبری حقیقی
در ریاضیات ، هندسه جبری حقیقی (انگلیسی: Real algebraic geometry)  زیرشاخه‌ای از هندسه جبری است که مجموعه‌های جبری حقیقی را مطالعه می‌کند، یعنی راه‌حل‌های اعداد حقیقی برای معادلات جبری با ضرایب حقیقی و نگاشت‌های بین آنها (به ویژه نگاشت‌های چند جمله‌ای حقیقی).
هندسه نیمه‌جبری مطالعه مجموعه‌های نیمه‌جبری است، یعنی راه‌حل‌های اعداد حقیقی برای نابرابری‌های جبری با ضرایب حقیقی، و نگاشت بین آنها. طبیعی‌ترین نگاشت بین مجموعه‌های نیمه‌جبری، نگاشت‌های نیمه‌جبری هستند، یعنی نگاشت هایی که نمودارهای آن مجموعه‌های نیمه‌جبری  ‌هستند.

## واژه شناسی
امروزه از واژه‌های «هندسه نیمه‌جبری» و «هندسه جبری حقیقی» به عنوان مترادف استفاده می‌شود، زیرا مجموعه‌های جبری حقیقی بدون استفاده از مجموعه‌های نیمه‌جبری قابل مطالعه جدی نیستند. برای مثال، تصویر یک مجموعه جبری حقیقی در امتداد یک محور مختصات لازم نیست یک مجموعه جبری حقیقی باشد، اما همیشه یک مجموعه نیمه‌جبری است: این قضیه تارسکی-سایدنبرگ است.   زمینه‌های مرتبط عبارتند از نظریه o-minimal و هندسه تحلیلی حقیقی .
مثال‌ها: منحنی‌های صفحه حقیقی نمونه‌هایی از مجموعه‌های جبری حقیقی و چند وجهی نمونه هایی از مجموعه‌های نیمه‌جبری هستند. توابع جبری حقیقی و توابع نش نمونه‌هایی از نگاشت نیمه‌جبری هستند. نگاشت‌های چندجمله‌ای چندضابطه‌ای (به حدس پیرس-بیرخوف مراجعه کنید) نیز نگاشت‌های نیمه‌جبری هستند.
هندسه جبری حقیقی محاسباتی به جنبه‌های الگوریتمی هندسه جبری حقیقی (و نیمه‌جبری) مربوط می‌شود. الگوریتم اصلی تجزیه جبری استوانه‌ای است که برای بریدن مجموعه‌های نیمه‌جبری به قطعات زیبا و محاسبه تصویر آنها استفاده می‌شود.
جبر حقیقی بخشی از جبر است که به هندسه جبری حقیقی (و نیمه‌جبری) مرتبط است. بیشتر به مطالعه میدان‌های مرتب و حلقه‌های مرتب شده (به ویژه میدان‌های بسته حقیقی ) و کاربرد آنها در مطالعه چندجمله‌ای‌های مثبت و مجموع مربع‌های چندجمله‌ای‌ها می پردازد. ( مسئله هفدهم هیلبرت و قضیه مکان مثبت کریوین-استنگل را ببینید.) رابطه جبر حقیقی با هندسه جبری حقیقی شبیه به رابطه جبر جابجایی با هندسه جبری مختلط است. زمینه های مرتبط عبارتند از تئوری مسائل گشتاور, بهینه سازی محدب, نظریه فرم مربعی, نظریه ارزیاب و نظریه مدل.